# 高別当
高別当（こうべつとう）は、群馬県安中市の地名。郵便番号は379-0132。面積は0.77km2(2010年現在)。

## 地理
九十九川と碓氷川の合流点付近で、両川に挟まれて位置している。

## 歴史
戦国時代頃からある地名であり、江戸時代になると安中藩領だった。

### 年表
- 1889年4月1日 町村制施行に伴い、碓氷郡高別当村は安中宿、中宿村・小俣村・古屋村と合併し、安中町が成立した。そのため安中町高別当となる。
- 1958年11月1日 市制施行により、安中町は安中市となる。そのため安中市高別当となる。
- 1973年 一部が安中1-5丁目の一部となる。

## 世帯数と人口
2017年（平成29年）7月31日現在の世帯数と人口は以下の通りである。
| 大字   | 世帯数  | 人口    |
| ------ | ------- | ------- |
| 高別当 | 732世帯 | 1,836人 |

## 教育
市立小・中学校に通う場合、学区は以下の通りとなる。
| 番地 | 小学校             | 中学校             |
| ---- | ------------------ | ------------------ |
| 全域 | 安中市立安中小学校 | 安中市立第一中学校 |

## 交通

### 鉄道
同町に鉄道駅はない。

### 道路
国道は国道18号が、県道は群馬県道48号下仁田安中倉渕線が通っている。

## 施設
- 天照寺

## 避難所
指定緊急避難場所
- 高別当公会堂 (避難スペースが狭小である。)[6]

指定避難所
- 米山体育館[7]
- 安中総合学園高等学校体育館